# Campionati europei cadetti di scherma 2009
I Campionati europei cadetti di scherma del 2009 ("2009 European Cadets Fencing Championships") sono stati organizzati dalla Confederazione europea di scherma e si sono svolti a Bourges in Francia, dal 2 al 7 marzo 2009.
Nel fioretto, si sono aggiudicati i titoli dei campionati europei l'italiano Edoardo Luperi, che ha battuto in finale il connazionale Daniele Garozzo, e l'italiana Olga Rachele Calissi che ha avuto la meglio sulla russa Viktoriya Alekseeva.
Nella spada il francese Pierre Haxaire ha battuto in finale il russo Vadim Anokhin, ottenendo il titolo europeo cadetti maschile, mentre tra le donne l'estone Julia Beljajeva ha superato la francese Lauren Rembi.
Nella sciabola l'italiano Stefano Scepi prevale sul francese Emmanuel Gans, mentre la magiara Kata Varhelyi ha battuto la russa Anna German.
Nei campionati europei cadetti a squadre maschili, la nazionale italiana ha prevalso nella finale del fioretto contro la Germania, mentre la nazionale francese ha vinto nella spada contro la formazione magiara, ed infine la nazionale magiara ha avuto la meglio sulla compagine italiana nella sciabola.
Nei campionati europei cadetti a squadre femminili, la nazionale russa ha prevalso nella finale del fioretto contro l'Ungheria, l'Estonia ha vinto nella spada contro la compagine russa, ed infine la formazione italiana ha avuto la meglio sulla nazionale russa nella sciabola.

## Podi

### Uomini
| Specialità  | Oro                                                                   | Argento                                                               | Bronzo                                                               |
| Individuali |                                                                       |                                                                       |                                                                      |
| Fioretto    | Edoardo Luperi                                                        | Daniele Garozzo                                                       | Lorenzo Nista Andre Sanita                                           |
| Spada       | Pierre Haxaire                                                        | Vadim Anokhin                                                         | Laurent Clenin Szabolocs Jozsef                                      |
| Sciabola    | Stefano Scepi                                                         | Emmanuel Gans                                                         | Florian Lehnert Maximilian Kindler                                   |
| A squadre   |                                                                       |                                                                       |                                                                      |
| Fioretto    | Italia Michele Caporizzi Daniele Garozzo Edoardo Luperi Lorenzo Nista | Germania Sascha Kahl Andre Sanita Markus Hartmann Steffen Thalmann    | Polonia Mateusz Knitter Mikolaj Basinski Damian Koper Piotr Kolec    |
| Spada       | Francia Sylvain Maya Pierre Haxaire Theo Carneau Houssam Elkord       | Ungheria Gergo Kiss Csego Nagy Szabolocs Jozsef-Bojte Adam Lovasz     | Italia Lorenzo Locci Marco Fichera Andrea Vallosio Marco Leombruno   |
| Sciabola    | Ungheria Andras Szatmari Ferenc Valkai Bence Szabó Etele Ravasz       | Italia Enrico Berrè Roberto Boccarusso Tommaso Saviozzi Stefano Scepi | Ucraina Yevgeniy Statsenko Ivan Nikitin Yuriy Tsap Oleksiy Statsenko |

### Donne
| Specialità  | Oro                                                                          | Argento                                                                | Bronzo                                                                    |
| Individuali |                                                                              |                                                                        |                                                                           |
| Fioretto    | Olga Rachele Calissi                                                         | Viktoriya Alekseeva                                                    | Alice Volpi Francesca Palumbo                                             |
| Spada       | Julia Beljajeva                                                              | Lauren Rembi                                                           | Dorina Budai Anna Kolczonay                                               |
| Sciabola    | Kata Varhelyi                                                                | Anna German                                                            | Caterina Navarria Yana Egorian                                            |
| A squadre   |                                                                              |                                                                        |                                                                           |
| Fioretto    | Russia Alime Rashidova Viktoriya Alekseeva Veronika Lavrenova Leyla Pirieva  | Ungheria Fruzsina Golya Dora Lupkovics Fanny Biro Szonja Szalai        | Italia Beatrice Monaco Olga Rachele Calissi Alice Volpi Francesca Palumbo |
| Spada       | Estonia Katrina Lehis Julia Beljajeva Erika Kirpu Gaia-Marianna Siim         | Russia Arpi Kettsyan Yulia Lichagina Alexandra Magdich Tatiana Gudkova | Francia Louise Jacob Lauren Rembi Laure Barbin Auriane Mallo              |
| Sciabola    | Italia Benedetta Baldini Marta Ciaraglia Caterina Navarria Martina Petraglia | Russia Yana Egorian Anna German Elizaveta Kirianova Ekaterina Titova   | Francia Fleur Heimendinger Laura Reguigne Beline Boulay Kenza Boudad      |